# Ricardo Peralta y Fabi
Ricardo Peralta y Fabi (Mexikóváros, 1950. augusztus 15. – 2017) mexikói kiképzett űrhajós.

## Életpálya
1973-ban az University of Illinois (Chicago Circle) űrhajózási mérnök diplomát szerzett. 1975-ben a McGill Egyetemen (Montréal)doktorált, 1978-ban megvédte diplomáját.
1985. júliustól a Lyndon B. Johnson Űrközpontban részesült űrhajóskiképzésben. Űrhajós pályafutását 1985. december 3-án fejezte be. Mexikóvárosban a Nemzeti Egyetem kutatója.

## Tartalék személyzet
STS–61–B, az Atlantis űrrepülőgép 2. repülésének rakományfelelőse.